# Kuroshio (cacciatorpediniere)
Il Kuroshio (黒潮? lett. "Corrente nera") è stato un cacciatorpediniere della Marina imperiale giapponese, terza unità della classe Kagero. Fu varato nell'ottobre 1938 dal cantiere navale Fujinagata di Osaka.
Appartenente alla 15ª Divisione, appoggiò numerose operazioni anfibie durante la conquista delle Filippine e delle Indie orientali olandesi. A fine maggio 1942 fu assegnato alla scorta del convoglio d'invasione per l'atollo di Midway, operazione in ultimo annullata; a fine agosto fece in tempo a partecipare, pur senza particolare rilievo, alla battaglia delle Salomone Orientali. Fu quindi frequentemente impegnato nei pericolosi viaggi del Tokyo Express per rinforzare l'isola di Guadalcanal, pur riuscendo sempre a sopravvivere con danni minimi. Dopo aver contribuito all'sgombero della guarnigione nel febbraio 1943 e un periodo di raddobbo e riposo per l'equipaggio, tornò in azione in aprile nelle isole Salomone centrali. La mattina presto dell'8 maggio finì con i cacciatorpediniere gregari in un campo di mine navali e fu sventrato da diverse esplosioni: affondò con oltre ottanta morti.

## Servizio operativo

### Costruzione
Il cacciatorpediniere Kuroshio fu ordinato nell'anno fiscale edito dal governo giapponese nel 1937. La sua chiglia fu impostata nel cantiere navale della ditta Fujinagata, a Osaka, il 31 agosto 1937 e il varo avvenne il 27 ottobre 1938; fu completato il 27 gennaio 1940. La nave formò con i gemelli Oyashio, Natsushio e Hayashio la 15ª Divisione cacciatorpediniere, posta alle dipendenze della 2ª Squadriglia della 2ª Flotta.

### 1941-1942
Passato al comando del capitano di fregata Tamaki Ugaki, il 26 novembre 1941 il Kuroshio partì con la divisione d'appartenenza e il resto della squadriglia dallo Stretto di Terashima per arrivare, il 1º dicembre, alle isole Palau, uno dei punti di partenza per le imminenti operazioni militari contro gli occidentali. Il 6, infatti, il Kuroshio e la 15ª Divisione salparono inquadrati nella squadra incaricata di occupare le Filippine meridionali; dapprima vigilarono sulla portaerei Ryujo, i cui velivoli bombardarono Davao l'8 dicembre, poi i soli Kuroshio e Oyashio scortarono tra il 10 e l'11 un posamine nello Stretto di San Bernardino, lungo il quale dispose ordigni. Successivamente il Kuroshio e i gregari appoggiarono gli sbarchi a Legazpi (12 dicembre) e a Davao (20 dicembre); tre giorni dopo il cacciatorpediniere fu mitragliato durante l'incursione di alcuni quadrimotori Boeing B-17 Flying Fortress, lamentò quattro vittime e danni leggeri, ma rimase in formazione. Con le unità sorelle protesse quindi le operazioni anfibie a Jolo (25 dicembre), a Manado (11 gennaio 1942), a Kendari (14 gennaio), ad Ambon (31 gennaio) e infine a Makassar l'8 febbraio, dove però il Natsushio fu gravemente danneggiato da un sommergibile: il Kuroshio e gli altri cacciatorpediniere salvarono l'equipaggio prima che la nave affondasse. Dal 20 al 25 febbraio il Kuroshio e i gregari parteciparono alla battaglia di Timor, poi salparono dall'appena conquistata Kupang di scorta a un gruppo di petroliere che seguiva il convoglio d'invasione orientale per Giava; l'isola fu presto circondata da un blocco aeronavale cui partecipò anche la 15ª Divisione. Il 5 marzo il Kuroshio e l'Oyashio affondarono a cannonate un posamine britannico e, conquistata l'isola, si fermarono l'11 alla baia Staring a Celebes: da qui il Kuroshio e il resto della divisione salparono di scorta alla portaerei Kaga e tutte le unità diressero a Sasebo, raggiunta il 22 marzo. Spostatisi a Kure, a metà aprile il Kuroshio e i gemelli furono coinvolti nel vano inseguimento delle Task force 16 e 18, che avevano bombardato Tokyo; furono pertanto dirottati a Panay, toccata il 28. I cacciatorpediniere appoggiarono la facile occupazione delle isole Cagayan a inizio maggio, fecero tappa a Manila e a metà mese si incontrarono in alto mare con la danneggiata portaerei Shokaku, reduce dalla battaglia del Mar dei Coralli: la accompagnarono a Kure, dove si fermarono per riunirsi al resto della 2ª Squadriglia. Già il 21 maggio il Kuroshio e tutte le altre navi del reparto salparono alla volta di Saipan, dove assunsero la difesa del convoglio d'invasione per l'atollo di Midway; la grande operazione, comunque, si concluse con una decisa sconfitta giapponese e il Kuroshio rientrò in Giappone con i gregari.
Rimasto per lo più nelle acque metropolitane, il Kuroshio salpò il 16 luglio da Kure con il resto della divisione e assieme agli incrociatori pesanti Kumano e Suzuya; la squadra si fermò il 30 a Mergui in Birmania, pronta per scorrerie nell'Oceano Indiano che, però, furono annullate con l'inizio della campagna di Guadalcanal. Il Kuroshio con i gregari scortò gli incrociatori nell'Oceano Pacifico a nord delle isole Salomone dove si ricongiusero il 21 alla 2ª Flotta, in procinto di dare battaglia alla United States Navy. Durante il combattimento (23-25 agosto) la 15ª Divisione militò nella "Forza avanzata" del viceammiraglio Nobutake Kondō e integrò anche il Kagero. Per il mese di settembre il Kuroshio fu impegnato in pattugliamenti regolari dalla base atollina di Truk, lasciandola solo il 29 con il resto della divisione per scortare la nave appoggio idrovolanti Nisshin fino alle isole Shortland, base avanzata per le operazioni a Guadalcanal. Da questo arcipelago, tra il 3 e il 9 ottobre, il Kuroshio e le unità sorelle completarono tre trasporti truppe all'isola, uno solo dei quali contrastato vanamente da alcune motosiluranti statunitensi; fecero poi parte della numerosa copertura alle navi da battaglia veloci Kongo e Haruna che, nella notte del 13-14 ottobre, bombardarono con successo Henderson Field. Una decina di giorni più tardi il solo Kuroshio fu incaricato della scorta ravvicinata alla portaerei Junyo durante la battaglia delle isole Santa Cruz, dopo la quale rimase a Truk per circa due settimane, abbisognando di riparazioni; qui il comando ruotò e fu assunto dal capitano di fregata Hajime Takeuchi. Arrivato il 15 novembre alle Shortland, il Kuroshio scortò sia il 20, sia il 27 dei trasporti a Munda in Nuova Georgia, dove era in costruzione un'importante base aerea. Tra il 29 e il 30 novembre, con il resto della divisione e della 2ª Squadriglia, fu coinvolto nella prima missione di rifornimento a Guadalcanal che faceva uso del metodo dei fusti stagni: i cacciatorpediniere furono intercettati e, pur infliggendo gravi colpi alla squadra statunitense, dovettero rinunciare a scaricare i fusti. Per tutto il mese di dicembre il Kuroshio fu impegnato in incarichi di questo tipo; portò a termine due rifornimenti a Guadalcanal e due trasporti di soldati a Munda, operando di solito da Rabaul.

### 1943 e l'affondamento
Trasferito alle Shortland il 1º gennaio 1943, il Kuroshio fu scelto il 10 quale nave ammiraglia della 2ª Squadriglia e, pertanto, imbarcò il contrammiraglio Tomiji Koyanagi con il rispettivo stato maggiore; assunse, anche, il ruolo di sentinella durante le crociere di rifornimento per Guadalcanal a metà mese. Dopo il 20 gennaio aiutò a trasportare truppe alla baia di Rekata (Santa Isabel) e poi alle isole Russell, prodromi dell'evacuazione finale di Guadalcanal che scattò il 1º febbraio. Articolata in tre grandi movimenti navali notturni con partenza da Rabaul, il Kuroshio vi partecipò sempre in qualità di sentinella e, il 4 febbraio, subì danni leggeri da bombe aeree cadute vicino allo scafo. Il 15 febbraio, dopo un breve riposo accordato all'equipaggio, il Kuroshio e il resto della divisione si spostarono a Truk e la lasciarono il giorno dopo di scorta alla portaerei Junyo: arrivati a Kure il 21, il Kuroshio fu ormeggiato per un necessario raddobbo generale. Cambiò di nuovo comandante con l'arrivo del capitano di fregata Nagahide Sugitani. Il 4 aprile scortò assieme ai cacciatorpediniere Oyashio, Hibiki, Sazanami le portaerei di scorta Chuyo, Taiyo e l'incrociatore pesante Chokai fino a Truk (10 aprile) tornando a operare in prima linea e, in specie, per rifornire le basi nipponiche nelle Salomone centrali. Tra il 24 e il 29 aprile, ad esempio, trasferì truppe da Truk alla base di Vila sulla costa meridionale di Kolombangara, missione ripetuta con successo il 3 maggio. Gli intensi movimenti navali giapponesi erano contrastati dagli statunitensi con vari mezzi, compreso il minamento di tratti di mare tramite aerei o navi; in particolare ci si concentrò sulle acque attorno a Kolombangara e lungo le coste meridionali di Bougainville, le più trafficate.
Il 7 maggio il Kuroshio e il resto della 15ª Divisione caricarono a Buin 300 soldati e alcune tonnellate di rifornimenti, quindi fece rotta per Vila: arrivati da est, i cacciatorpediniere scaricarono uomini e materiali nelle prime ore dell'8 maggio e ripartirono in direzione ovest, con l'intenzione di attraversare lo Stretto di Blackett per tornare alle Shortland. Incapparono però in uno dei campi minati, del quale erano ignari. Lo Oyashio fu immobilizzato da un'esplosione e i comandanti del Kuroshio e del Kagero, pensando all'attacco di un sommergibile, iniziarono a circuitare intorno alla nave immobile; dopo un'ora scarsa anche il Kagero centrò una mina. Il capitano Sugitani continuò a incrociare attorno ai gregari e, alla fine collise contro almeno due mine; le esplosioni simultanee innescarono le munizioni dello stesso Kuroshio, che saltò in aria e colò a picco in una manciata di secondi con ottantatré morti, a nord-ovest dell'isola di Rendova (8°08′S 156°55′E). I giapponesi a Vila si prodigarono nei soccorsi e recuperarono un totale di 152 militari dell'Esercito imperiale e 618 marinai (compreso il capitano Sugitani) con chiatte e navi ausiliarie; tuttavia le perdite umane relativamente lievi non compensarono l'annientamento di un'intera divisione cacciatorpediniere nell'arco di poche ore.
Il 20 giugno 1943 il Kuroshio e la 15ª Divisione furono depennati dai ruoli della Marina imperiale.